# روي غلين
روي غلين (بالإنجليزية: Roy Glenn)‏ مواليد 03 يونيو 1914 في بيتسبرغ، الولايات المتحدة - الوفاة 12 مارس 1971 في لوس أنجلوس، هو ممثل أمريكي بدأ مسيرته الفنية سنة 1936. من أعماله بورجي وبيس. امتدت مسيرته الفنية لأكثر من 35 عاما.

## روابط خارجية
- روي غلين على موقع IMDb (الإنجليزية)
- روي غلين على موقع ألو سيني (الفرنسية)
- روي غلين على موقع ميوزك برينز (الإنجليزية)
- روي غلين على موقع قاعدة بيانات برودواي على الإنترنت (الإنجليزية)
- روي غلين على موقع قاعدة بيانات الأفلام السويدية (السويدية)
- روي غلين على موقع ديسكوغز (الإنجليزية)
- روي غلين على موقع قاعدة بيانات الفيلم (الإنجليزية)
- روي غلين على موقع كينوبويسك (الروسية)